# Santa María del Val
Santa María del Val es un municipio y localidad española de la provincia de Cuenca, en la comunidad autónoma de Castilla-La Mancha. El término municipal tiene una población de 63 habitantes (INE 2024).

## Toponimia
El nombre de este pueblo viene de Nuestra de Señora La Virgen del Val, patrona de Alcalá de Henares.

## Flora y fauna
Es un pueblo rico en naturaleza, riscos y valles. Se encuentra situado a orillas del río Cuervo. Entre su fauna se puede ver el águila real, el gato montés, el ciervo y la cabra montesa. A mediados del siglo XIX se mencionaba como todo el término estaba poblado de «pino, boj y otros arbustos».

## Historia
Hacia mediados del siglo XIX, el lugar tenía contabilizada una población de 199 habitantes. La localidad aparece descrita en el decimoquinto volumen del Diccionario geográfico-estadístico-histórico de España y sus posesiones de Ultramar de Pascual Madoz de la siguiente manera:

VAL (el) ant. SANTA MARIA DEL VAL: l. con ayunt. en la prov. y dióc de Cuenca (9 leg.), part. jud. de Priego (5), aud. terr. de Albacete (35), y c. g. de Castilla la Nueva (Madrid 25). sit. al estremo N. de la prov. en un hondo rodeado de cumbres y á corta dist. del r. Cuervo: su clima es algo frio, sano y bien ventilado. Consta de 60 casas de pobre construccion y escelentes aguas en su térm.: la igl. parr. bajo la advocacion de San Bernardino de Sena, es de entrada, hay ademas una ermita del Santo Cristo de la Misericordia. El térm. confina con Tobar, Beteta y Masegosa; en su jurisd. se halla una herrería: el terreno es escabroso y poco productivo, le cruza el r. citado: todo el térm. está poblado de pino, boj y otros arbustos: los caminos locales y en mal estado; la correspondencia se recibe de Cuenca los domingos, y sale los lunes. prod.: trigo, centeno y patatas: se cria ganado lanar y algún cabrio; caza de liebres, perdices y conejos, y bastante de mayor; pesca de truchas. ind.: la agrícola, un molino harinero y una herrería. comercio: la esportacion de el sobrante de su ind. pobl.: 50 vec., 199 alm. cap. prod.: 600,260 rs. imp.: 30,013 rs.
(Madoz, 1849, p. 254)

## Demografía
Santa María del Val cuenta con una población de 63 habitantes (INE 2024).
| Gráfica de evolución demográfica de Santa María del Val entre 1842 y 2021                                           |
| |
| Población de derecho según los censos de población del INE Población de hecho según los censos de población del INE |

## Economía
Los habitantes actuales viven sobre todo de la ganadería y de recursos de la naturaleza.